# بارابو (ویسکانسین)
بارابو، ویسکانسین  (به انگلیسی: Baraboo) شهری در شهرستان سوک ایالت ویسکانسین است که در سال ۱۸۸۲ بنیان‌گذاری شده‌است. این شهر طبق سرشماری سال ۲۰۱۰ میلادی ۱۲٬۰۴۸ نفر جمعیت داشته‌است.